# Sibaruang (Siabu)
Sibaruang is een bestuurslaag in het regentschap Mandailing Natal van de provincie Noord-Sumatra, Indonesië. Sibaruang telt 1537 inwoners (volkstelling 2010).